# Voice of the Xtabay
Voice of the Xtabay –en castellano: «Voz del Xtabay»– es el primer álbum de estudio como solista de la cantante nacida peruana Yma Súmac. Fue lanzado en octubre de 1950 por el sello discográfico Capitol Records.
El 25 de octubre de 1950, Voice of the Xtabay apareció en el octavo lugar de la lista Best Selling Pop Albums de Billboard en Estados Unidos, manteniéndose entre los diez primeros puestos por de más de 1 año. El 18 de abril de 1951 logró posicionarse número 1 y estuvo durante 6 semanas consecutivas en dicho puesto, vendiendo más de 1 millón de copias en el país (la más alta cifra de ventas de álbumes durante los años 50), convirtiéndose en un «fenómeno» y «éxito durmiente» bestseller. En mayo de 1951, el sencillo «Virgin of the Sun God (Taita Inty)» (conocido también como «Hymn To The Sun (Taita Inty)») alcanzó el primer lugar en Reino Unido (UK Singles Chart) y duró 4 semanas consecutivas en esa posición. Se le presenció 4 meses en el Top 30.
Billboard lo consideró el segundo «Álbum del Año» en 1951 en la categoría popular y de música clásica, siendo el único de origen latinoamericano en ambas listas. La revista posicionó a Súmac como la novena «Cantante Clásica Femenina del Año» en 1951, compitiendo contra Erna Sack y Lily Pons (fue la única latinoamericana junto a Bidu Sayao).

## Antecedentes
Con este trabajo discográfico ingresa a la industria anglosajona, luego de grabar música folclórica con el sello Odeón en Argentina en 1943. El álbum fue hecho desde marzo hasta junio de 1950 después de firmar con Capitol Records en 1949. En un inicio el disco iba a ser del trío folclórico Inca Taky (conformado por Moisés Vivanco, Cholita Rivero y Súmac), pero el proyecto terminó siendo la formalización de la carrera solista de la soprano. El sello permitió que la libertad creativa estuviera en manos de la cantante y su equipo, con la condición de que su imagen y la publicidad fuese creada y manejada por la discográfica, para venderla como una figura del subgénero exotica, ya que la disquera asumió que estaba «arriesgándose» al firmar un contrato con la artista por ser «inusual». El 12 de agosto de 1950, Súmac interpretó los siguientes temas del álbum en su debut en concierto en el Hollywood Bowl de Los Ángeles: «High Andes! (Ataypura!)», «Earthquake! (Tumpa!)» y «Virgin of the Sun God (Taita Inty)».

## Información del álbum
Hecho por Les Baxter, Moisés Vivanco y el letrista estadounidense John Rose. Para el álbum, Vivanco adaptó su arreglo folclórico «A Ti Solita Te Quiero» (1943) al pop y se le llamó «Monkeys (Monos)», el cual contiene extractos de diferentes temas afroperuanos como «El Congorito» de Rosa Mercedes Ayarza de Morales y de «Don Antonio Mina» de Los Chalanes (1944). El álbum incluye la voz de Súmac en un rico registro vocal extraordinario, acompañada de percusión étnica y variaciones musicales con referencia a la música peruana.

## Crítica
La señorita Súmac es una bastante notable joven dama cuyos talentos están llamando la atención del público por el escenario del concierto y ahora a través del patrocinio de la televisión por Eddie Cantor. Esta colección de canciones deberían completar el trabajo de establecerla como un talento fenomenal, como desde ya lo es. La cantante tiene un rango vocal de más de 4 octavas. Sus asombrosos talentos, que aquí se muestran en el marco de la música ritual y folclórica inca nativa de Perú, atraerá a una amplia gama de público (...) Este paquete alterna y fusiona lo exótico con la cruda excitación de la música autóctona "latinesca". Capitol Records ha empaquetado este conjunto de canciones con la vista puesta hacia la comercialización. La excelente portada fotográfica a todo color está diseñada para atraer la atención y debería de conseguirlo. Con la comercialización adecuada y el soporte infalible de la publicidad de "boca en boca", este disco podría convertirse en una novedad de gran venta. 

– Billboard, 14 de octubre de 1950

## Controversias
El 28 de enero de 2005 se lanzó un libro biográfico de Nelson Riddle (September in the Rain: The Life of Nelson Riddle), donde se reveló que el compositor estadounidense Pete Rugolo es en realidad quien «contribuyó significativamente» en los arreglos del «increíblemente exitoso» Voice of the Xtabay, pero cuyo aporte fue atribuido a Les Baxter.

## Lista de canciones
| Edición estándar (1950) |                                             |                                    |          |  |
| N.º                     | Título                                      | Escritor(es)                       | Duración |  |
| 1.                      | «Virgin of the Sun God (Taita Inty)»        | Moisés Vivanco                     | 2:57     |  |
| 2.                      | «High Andes! (Ataypura!)»                   | Vivanco                            | 2:58     |  |
| 3.                      | «Chant of the Chosen Maidens (Accla Taqui)» | Vivanco, Les Baxter                | 2:43     |  |
| 4.                      | «Earthquake! (Tumpa!)»                      | Vivanco                            | 3:16     |  |
| 5.                      | «Dance of the Moon Festival (Choladas)»     | Vivanco                            | 2:35     |  |
| 6.                      | «Dance of the Winds (Wayra)»                | Vivanco                            | 2:56     |  |
| 7.                      | «Monkeys (Monos)»                           | Rosa Ayarza, Los Chalanes, Vivanco | 2:37     |  |
| 8.                      | «Lure Of The Unknown Love (Xtabay)»         | Baxter, John Rose                  | 3:16     |  |

## Posiciones en listas

### Estados Unidos (Billboard)
| Lista                                                                | Mejor posición |
| 1950                                                                 | 1950           |
| -------------------------------------------------------------------- | -------------- |
| Estados Unidos (Best Selling Classic Titles)                         | 4              |
| Estados Unidos (Best Selling Pop Albums)                             | 4              |
| 1951                                                                 |                |
| Estados Unidos (Best Selling Pop Albums)                             | 1              |
| Estados Unidos, Atlanta (Best Selling Pops by Territories)           | 1              |
| Estados Unidos, Chicago (Best Selling Pops by Territories)           | 1              |
| Estados Unidos, Boston (Best Selling Pops by Territories)            | 3              |
| Estados Unidos, Dallas (Best Selling Pops by Territories)            | 1              |
| Estados Unidos, Detroit (Best Selling Pops by Territories)           | 1              |
| Estados Unidos, Denver (Best Selling Pops by Territories)            | 2              |
| Estados Unidos, Filadelfia (Best Selling Pops by Territories)        | 1              |
| Estados Unidos, Los Ángeles (Best Selling Pops by Territories)       | 1              |
| Estados Unidos, Nueva Orleans (Best Selling Pops by Territories)     | 2              |
| Estados Unidos, Nueva York (Best Selling Pops by Territories)        | 1              |
| Estados Unidos, Pittsburgh (Best Selling Pops by Territories)        | 1              |
| Estados Unidos, San Luis (Misuri) (Best Selling Pops by Territories) | 1              |
| Estados Unidos, Seattle (Best Selling Pops by Territories)           | 1              |
| Estados Unidos, Washington D. C. (Best Selling Pops by Territories)  | 1              |

| Lista                                    | Mejor posición |
| 1952                                     | 1952           |
| ---------------------------------------- | -------------- |
| Estados Unidos (Best Selling Pop Albums) | 9              |

|